# Per Olov Hjortell
Per Olov Hjortell, född 2 september 1928 i Kvevlax, död 29 maj 2007 i Vasa, var en finländsk målare. 
Hjortell genomgick Finlands konstakademis skola 1947–1950 och studerade utomlands vid Accademia di Belle Arti di Firenze 1951 och Konstakademin i Leningrad 1958–1959. Han ställde ut första gången 1951 i Vasa. Han arbetade till en början som yrkesmålare, men verkade sedan 1957 som fri konstnär. Han ägnade sig huvudsakligen åt porträttmåleri, men målade också landskap, ofta skärgårdsmotiv, samt arbetarmotiv i socialrealistisk anda. Hans huvudarbete är målningen Bygd i förvandling i Korsholms kanslihus. Han innehade en rad förtroendeuppdrag i statliga och kommunala konstinstitutioner. Han tilldelades pris av Marcus Collins minnesfond 2003.